# Obermässing

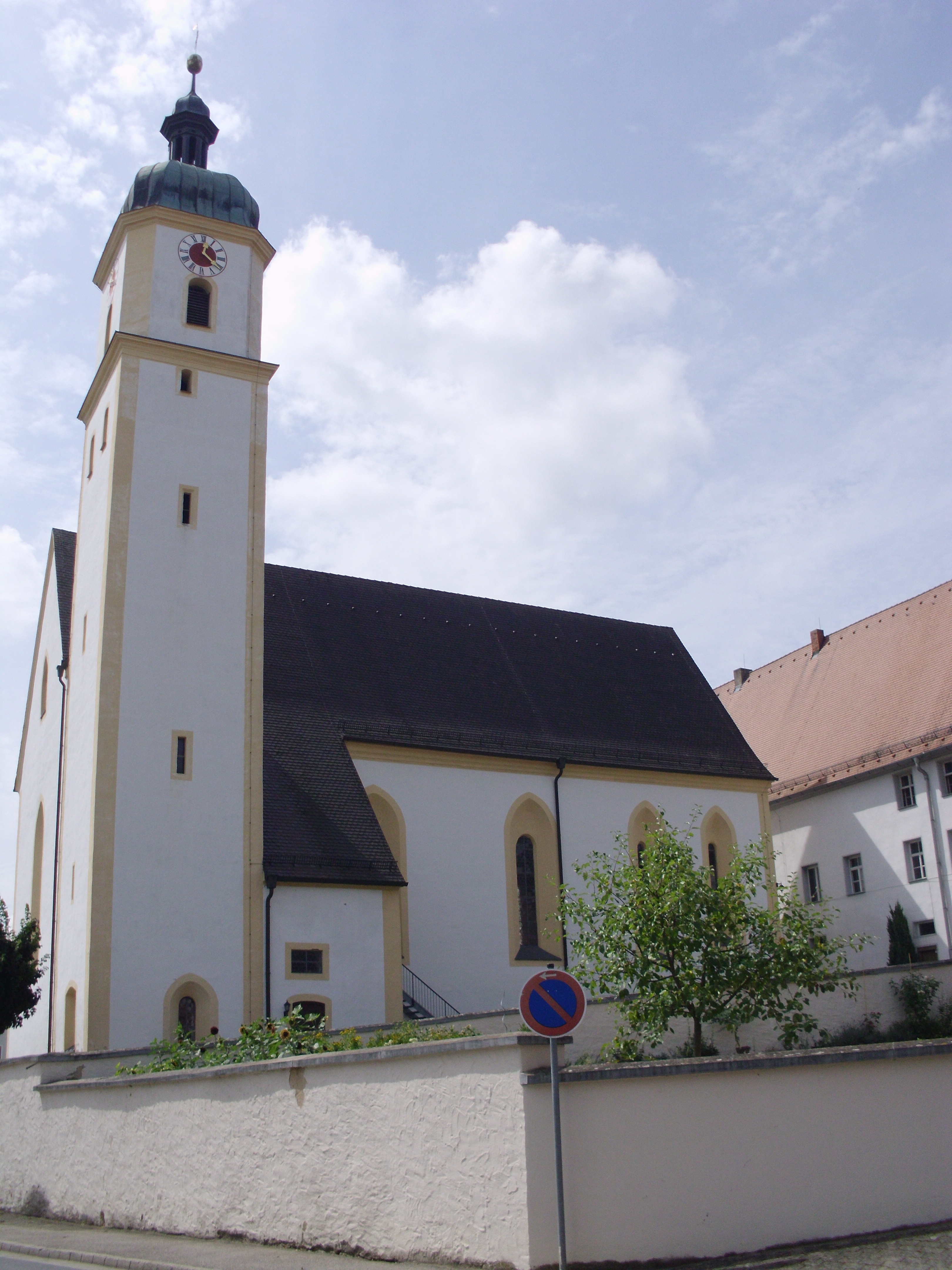
Pfarrkirche „Mariä Himmelfahrt“

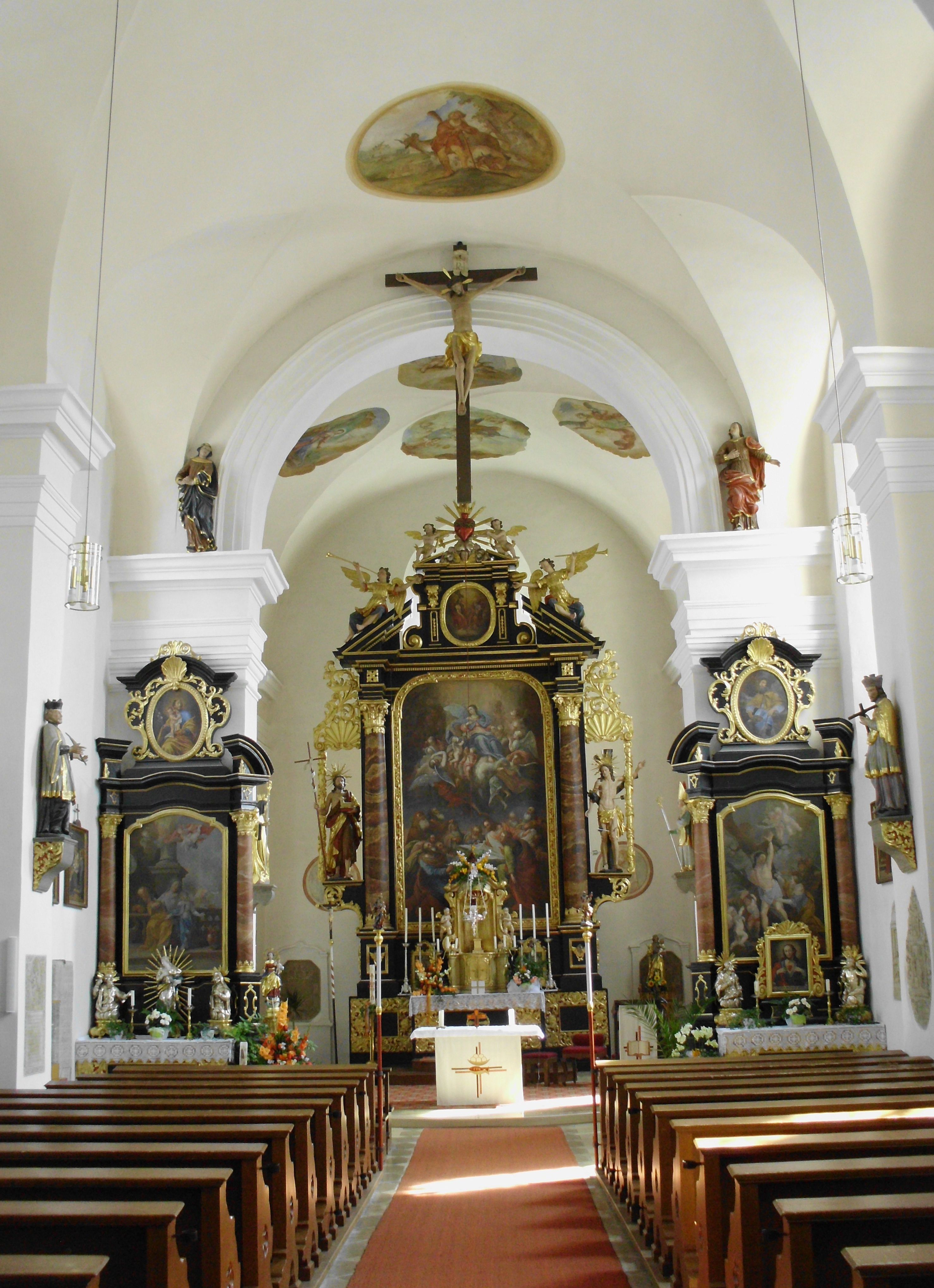
Innenraum der Pfarrkirche

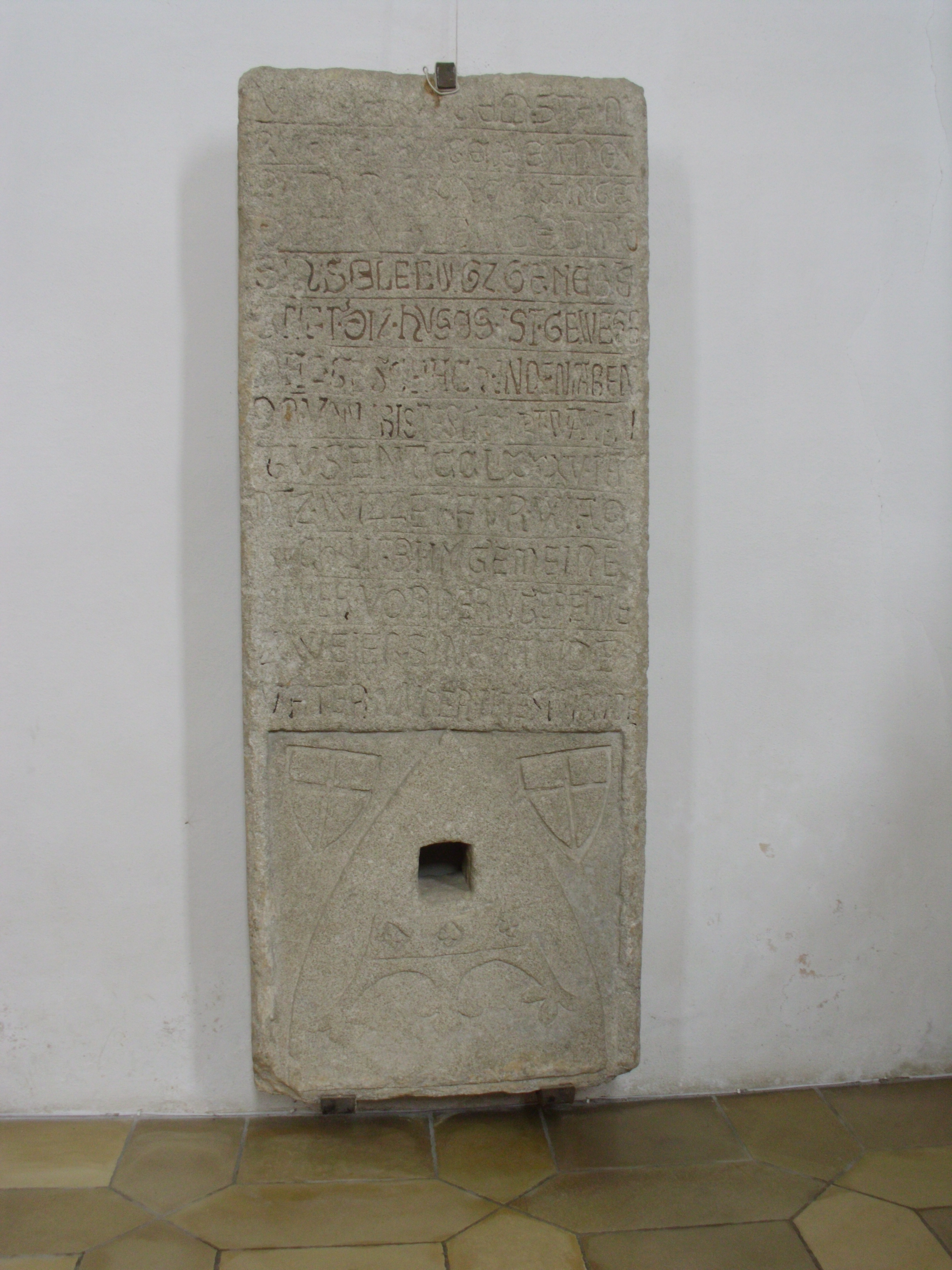
Grabplatte des Berthold von Mässingen; † 1285

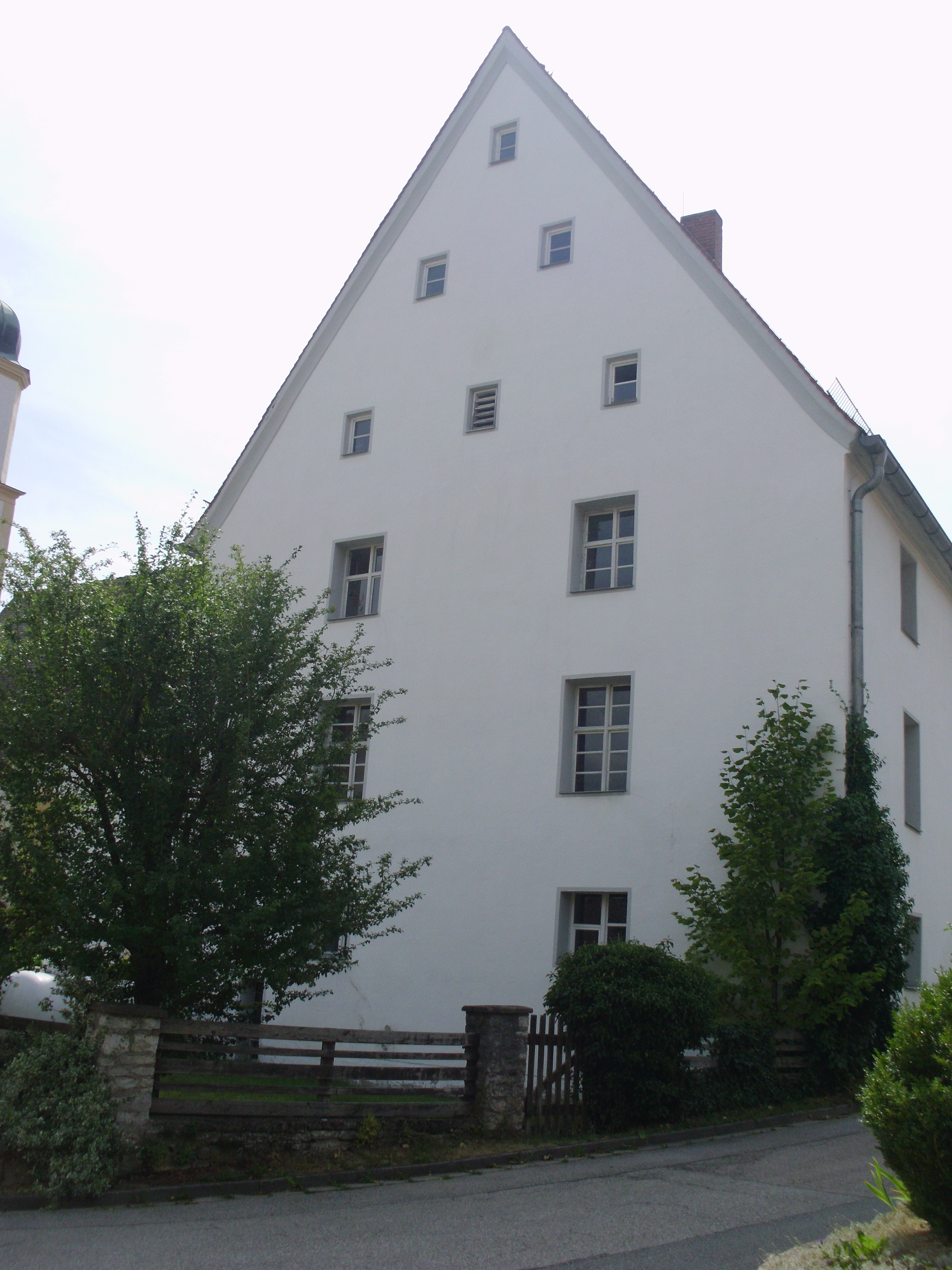
Ehemaliges Kastenhaus (und ehemalige Schule)

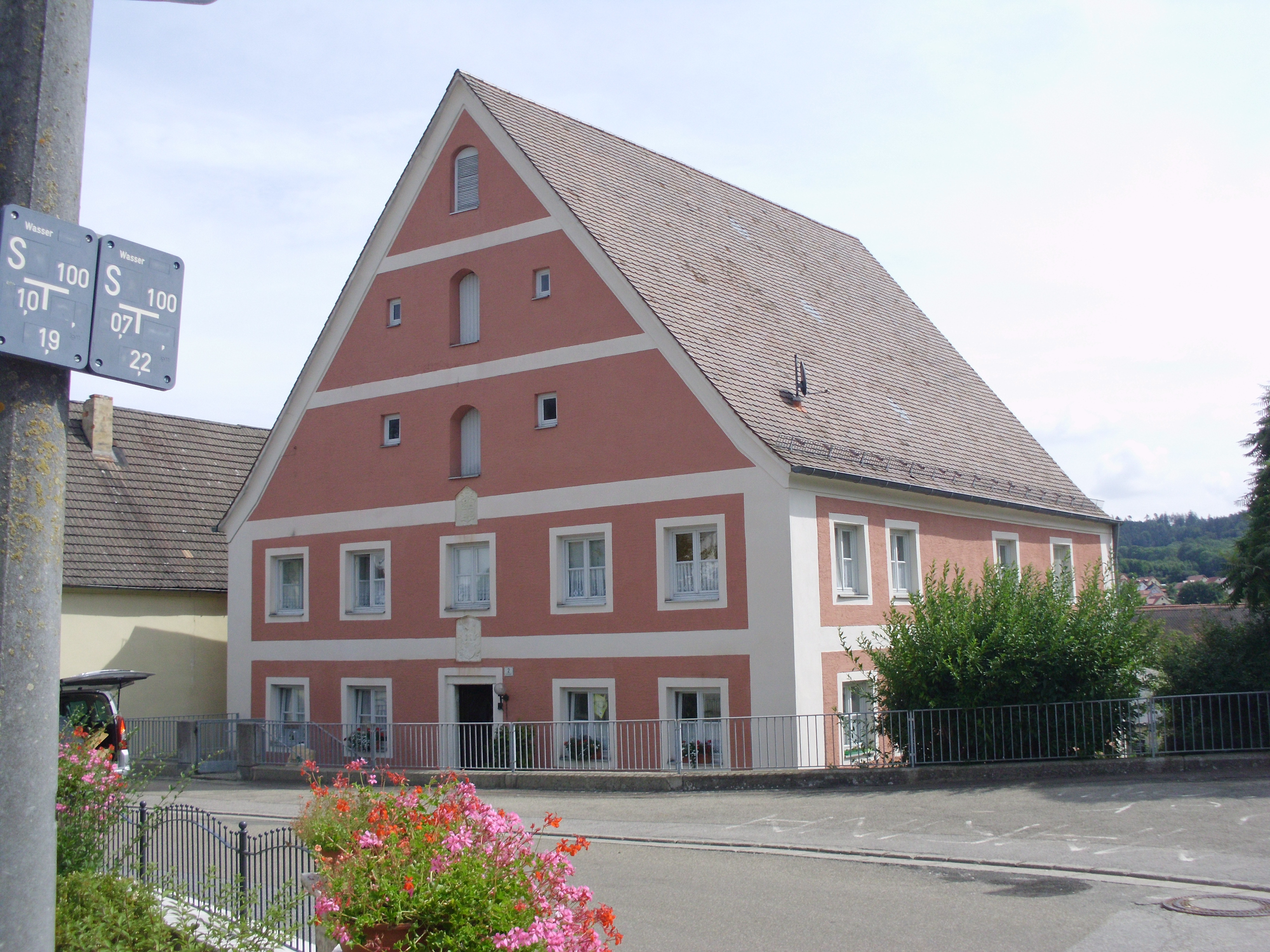
Ehemaliger Pfarrhof Am Kirchplatz 2

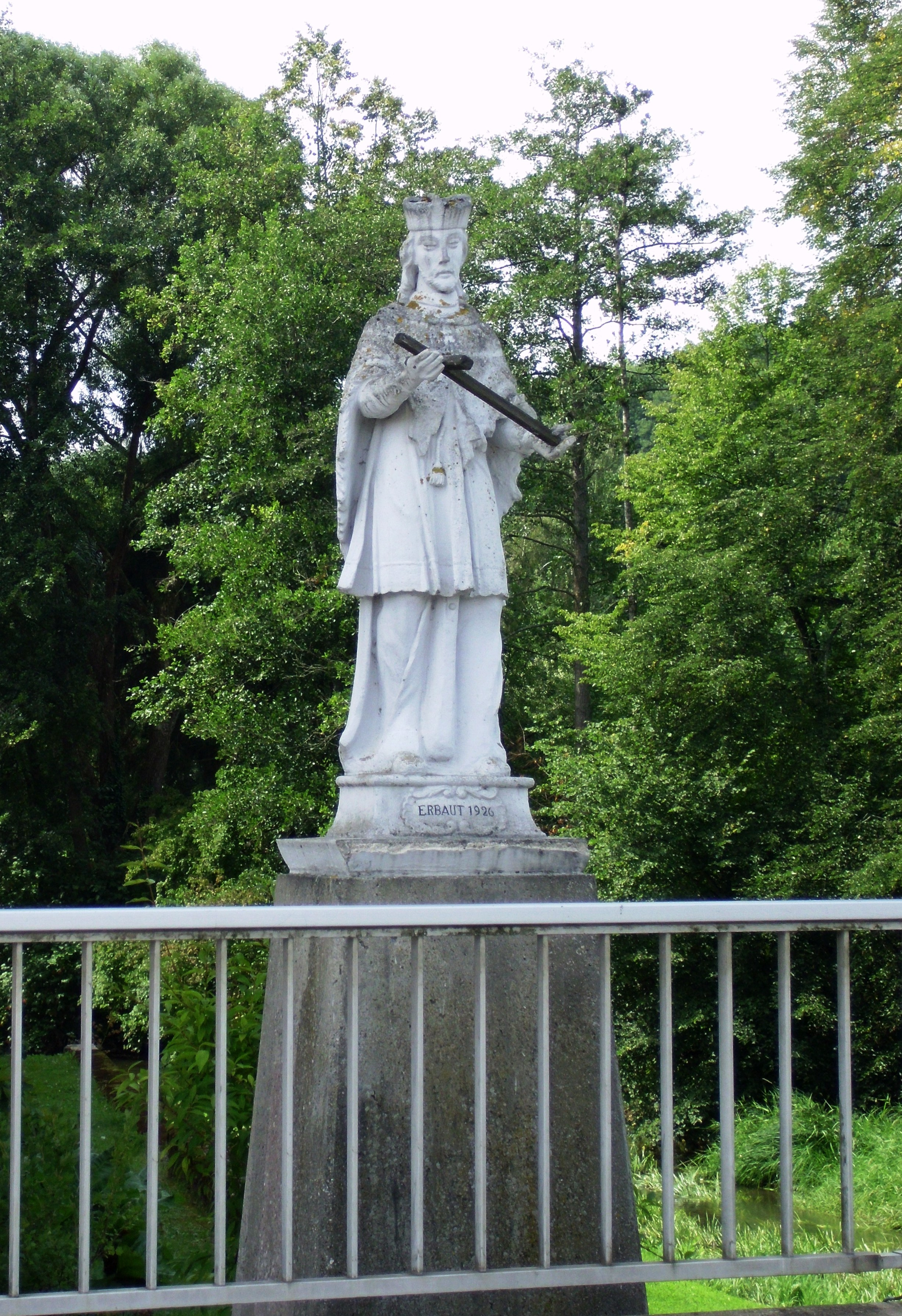
Nepomuk-Statue an der Schwarzachbrücke

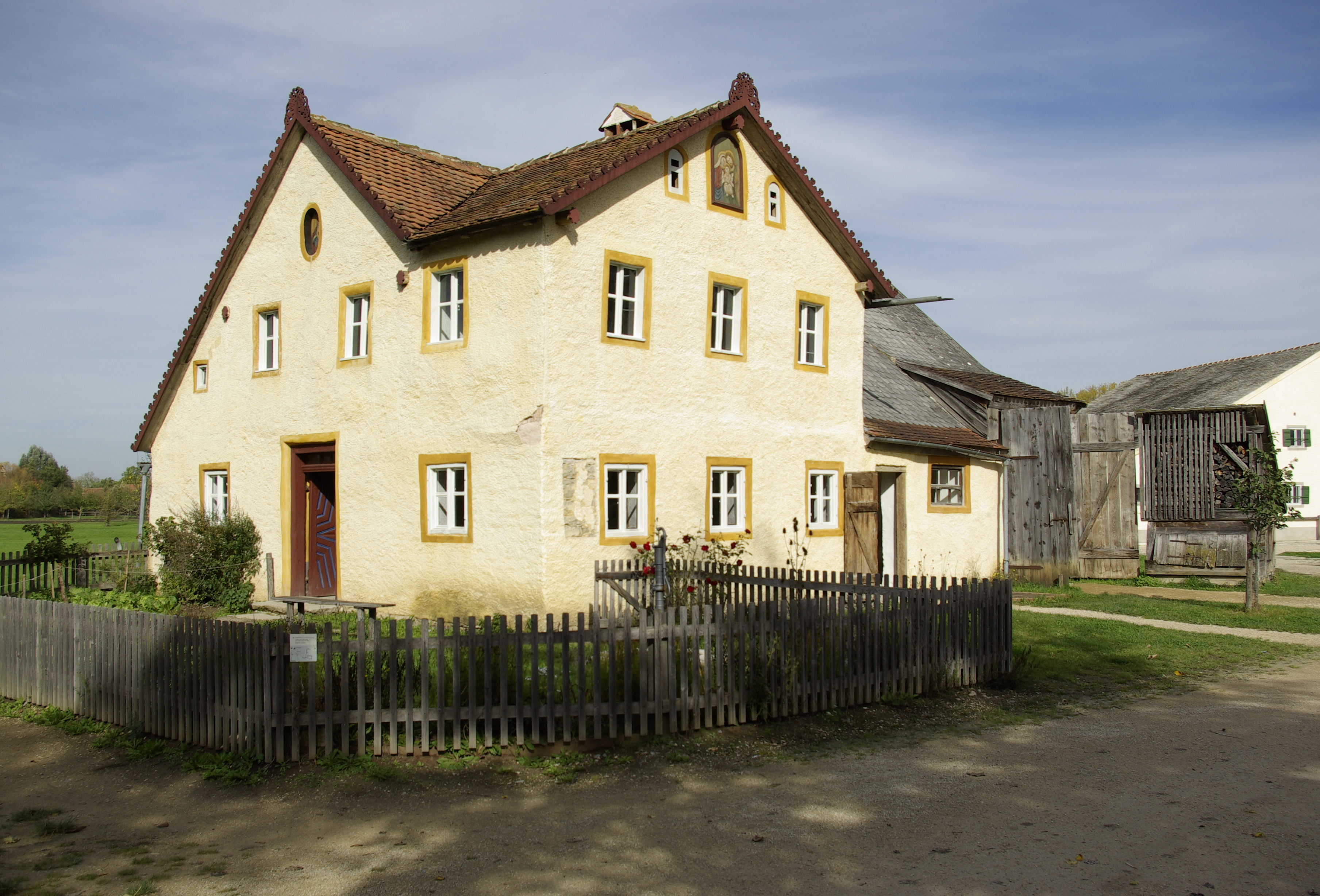
Obermässinger Seldenhaus im Fränkischen Freilandmuseum Bad Windsheim

Obermässing ist ein Gemeindeteil der Stadt Greding und eine Gemarkung im Landkreis Roth (Mittelfranken, Bayern). Die Gemarkung Obermässing hat eine Fläche von 8,289 km² und ist in 1196 Flurstücke aufgeteilt, die eine durchschnittliche Flurstücksfläche von 6930,73 m² haben. In ihr liegen neben dem namensgebenden Ort die Gemeindeteile Hofberg, Rotheneichmühle und Wirthsmühle.

## Lage
Das Pfarrdorf liegt westlich des Plateaus der südlichen Frankenalb, das sich zwischen dem Schwarzachtal und dem Sulztal im Naturpark Altmühltal ausdehnt, im Tal beiderseits der Schwarzach und am rechten Talhang. Obermässing liegt östlich der Bundesautobahn 9, die nächste Anschlussstelle ist Greding. Das Dorf liegt an der Kreisstraße RH 27. Die in Richtung Osten nach Kleinnottersdorf in Serpentinen hinaufführende Straße, die Kreisstraße RH 28, wurde 1926 gebaut; in Richtung Norden führt sie über Karm nach Meckenhausen. Hofberg ist von Obermässing aus über die Hofbergstraße zu erreichen.

## Ortsnamensdeutung
Karl Kugler deutet die Grundform „Mässing“ des Ortsnamens als „das Eigen des Mazzo“. Die Bezeichnung „Ober“mässing erhielt das Dorf zur Unterscheidung zu Unter- oder Niedermässing, „welches eine halbe Stunde davon weiter unten an dem Schwarzachflüßchen gegen Westen hin liegt.“

## Geschichte
Nördlich des heutigen Dorfes, wenige 100 m südöstlich des Weilers Hilpoltstein-Holzi, befand sich in der Schwarzachaue in karolingisch-ottonischer Zeit (ca. 10. oder frühes 11. Jahrhundert) die Wasserburg „Greuth“. Schriftliche Zeugnisse darüber sind nicht erhalten, laut archäologischen Befunden stellte sie eine bedeutende Verkehrsschnittstelle dar. Der Ort wird mit der Schreibung „Mazzingen“ (gesprochen: Mássing-gen) am 2. April 1068 erstmals genannt, und zwar in der Dotationsurkunde der St. Johanneskapelle, die der Eichstätter Bischof Gundekar II. an der Südseite des Eichstätter Domes als seine Begräbniskapelle errichtet und 1062 konsekriert hatte; die Edle Richlint übergab Gundekar unter anderem ihr Gut im Dorfe, das Gundekar zum Stiftungsgut der Kapelle gab. Das Dorf war einer derjenigen Grenzorte, innerhalb derer König Heinrich IV. 1080 dem Bischof von Eichstätt den Wildbann schenkte. Ab 1122 sind die Ortsadeligen von Mässingen nachweisbar. Mehrere Familienmitglieder traten dem Deutschen Orden in Ellingen bei. Daher vermachte 1281 der letzte Mässinger, Perchtold/Berthold, testamentarisch seinen Besitz in Obermässing und die Burg dem Deutschen Orden, der hier spätestens 1287 gemäß dem letzten Willen Bertholds eine Komturei errichtete. Der erste Komtur von Obermässing hieß Marquart. Die neue Ordensniederlassung festigte sich bald durch Schenkungen und Vermächtnisse benachbarter adeliger Familien, aber auch der Burggrafen von Nürnberg und der Herzöge von Bayern. Daher konnte zwischen 1307 und 1314 das Obermässinger Ordenshaus erbaut werden. Das notwendige Holz durfte in den Wäldern des Deutschen Ordens zu Ellingen und Nürnberg gefällt werden. Erster Obermässinger Komtur war Friedrich von Wemding (1308–1361). 1337 stifteten Konrad und Friedrich von Heideck eine Ewige Messe in Obermässing und gaben dazu unter anderem eine Hofstatt mit Garten und einen Acker in Obermässing. 1465 erwarb Bischof Wilhelm von Reichenau die Deutschordens-Kommende vom Obermässinger Komtur Burkhart von Erlingshofen mit Einwilligung des Ordens und mit Einwilligung des Landshuter Herzogs Ludwig dem Reichen, da die Burg unter seinem Schutz und Schirm stand. Im Jahr darauf erwarb der Bischof den Blutbann über Obermässing und errichtete hier eine Hochgerichtsstätte. Er baute auf dem Hofberg ein neues Schloss als Sommersitz, wo er bei seinem letzten Aufenthalt erkrankte und am 14. November 1496 auch starb. 1521 gehörte Obermässing zu jenen vier eichstättischen Hochstiftsorten, in denen insgesamt „600 Eimer“ Wein gewonnen wurden.
Im Bauernkrieg nahmen am 21. April 1525 aufständische Bauern, die sich im „Mässinger Haufe“ zusammengefunden hatten, durch eine List die Burg Hofberg ein, plünderten sie und richteten ein Lager ein. Auch das Kastenhaus im Dorf wurde ausgeplündert. Am 2. Mai 1525 eroberte Pfalzgraf Friedrich II. die Burg Obermässing zurück und ließ mehrere Hauptleute der Bauern an Ort und Stelle enthaupten; wenig später war die ganze Bewegung niedergeschlagen. 1566 baute Bischof Martin von Schaumberg einen neuen Pfarrhof. 1580 konnte das Hochstift seinen Besitz in Ober- und Niedermässing erweitern, indem es von Hans Konrad von Absberg die Vogtei, das Gericht und das Patronatsrecht erwarb. 1602 und 1623 ist ein Schulmeister erwähnt. 1768 wurde von Dominikus Salle ein neuer Pfarrhof erbaut. Im selben Jahr wurde das Schulhaus abgerissen und bis 1769 ein neues erstellt.
Am Ende des Alten Reiches bestand Obermässing aus 68 Anwesen des Pfleg- und Kastenamtes Obermässing, nämlich aus
- 5 ganzen Bauernhöfen,
- 2 Halbbauern-Höfen,
- 20 Köblergütern,
- 29 Seldengütern,
- 1 Mühle,
- 8 Leerhäusern,
- 1 Baderanwesen,
- 1 Schmiede und
- 1 Hirtenhaus.

Außerdem gab es an hochstiftischen Gebäuden die Kirche, den Pfarrhof, das Schulhaus, das bereits vom Deutschen Orden errichtete 36 Meter lange und drei Geschosse hohe Kastenhaus, das Pflegschloss auf dem Hofberg und das Forsthaus des hochstiftischen Försters. Ein Obermässinger Seldenhaus steht heute im Fränkischen Freilandmuseum Bad Windsheim.
Nachdem im Zuge der Säkularisation in Bayern das Hochstift Eichstätt aufgelöst worden war, kam Obermässing mit dem ehemaligen unteren Hochstift 1802 an Großherzog Erzherzog Ferdinand III. von Toskana, der das Schloss Obermässing verkaufte, und 1806 an das neue Königreich Bayern und dort zum Landgericht Beilngries. Hier wurde 1808 ein Steuerdistrikt Obermässing gebildet, der 1811 in zwei Ruralgemeinden, nämlich Obermässing und Untermässing, geteilt wurde. Zur Gemeinde Obermässing gehörte das Pfarrdorf Obermässing mit dem Schloss, die Rotheneichmühle und die Wirthsmühle. Das Gemeindeedikt von 1818 beließ es dabei.
Im 19. und noch weit in das 20. Jahrhundert hinein lag die Zahl der Wohngebäude in Obermässing um die 80. 1826 erwarb die Gemeinde- und Kirchenstiftung Obermässing das ehemalige Kastenhaus und richtete hier eine Schule ein, die noch bis in die 1960er Jahre bestand und 1964/65 durch einen Neubau ersetzt wurde. 1836 lebten in vier Häusern 22 Juden, 1875 nur noch fünf. 1846 schildert Eduard Vetter das Pfarrdorf so: „kath. 80 Häuser, 108 Fam(ilien), 468 Seelen, mit einer Pfarrei und Schule. 1 Bräuhaus, 1 Chirurg, 2 Müller, 1 Wirth, 1 Bader, 3 Bäcker, 1 Eisenhändler, 1 Hafner, 2 Schreiner, 5 Krämer, 1 Maurer, 2 Metzger, 1 Schäffler, 1 Schmied, 5 Schneider, 1 Schuster, 1 Seiler, 1 Wagner, 1 Hebamme.“ 1871 gab es in Obermässing 426 Einwohner und (1973) 25 Pferde und 314 Rinder.
1857 wurden die beiden Gemeinden Obermässing und Untermässing mit weiteren sechs Gemeinden aus dem Landgericht Beilngries herausgenommen und dem näher liegenden Landgericht Greding zugeordnet. Die nächste Änderung erfolgte erst mit der Gebietsreform in Bayern: Zum 1. Januar 1972 wurde die Gemeinde Obermässing mit ihren Ortsteilen in die Stadt Greding eingemeindet.
In den ersten Jahren nach dem Zweiten Weltkrieg war die Bevölkerungszahl durch Flüchtlinge und Vertriebene vorübergehend stark angewachsen, sie betrug 1950 527. Durch neue Siedlungsgebiete seit den 1960er Jahren stieg die Bevölkerungszahl dauerhaft an. 1974 begann die Flurbereinigung, 1976 wurde im Ort die Kanalisation errichtet.

### Hochstiftisches Pflegamt Obermässing
Für Obermässing und die umliegenden Dörfer des unteren Hochstifts errichtete die Hofkammer des Hochstifts Eichstätt das Pflegamt Obermässing. Der jeweilige adelige Pfleger residierte im Schloss Obermässing am Rande des Hofberges oberhalb des Ortes, während der schon von der Komturei erbaute Kasten für die Abgaben aus den dem Pflegamt unterstehenden Orten an der Pfarrkirche stand und von einem ebenfalls adeligen Kastner verwaltet wurde. 1548 war dies Hans von Schafhausen; das Epitaph des 1553 Verstorbenen und seiner Frau, ein Werk von Loy Hering, befindet sich in der Pfarrkirche. Das Schloss, im Dreißigjährigen Krieg 1633 (1634?) gänzlich zerstört, wurde durch Fürstbischof Marquard II. Schenk von Castell bis 1670 wiederaufgebaut. Nach der Säkularisation in Bayern wurde es 1804 auf Abbruch versteigert. Bezüglich der Blutsgerichtsbarkeit war der Obermässinger Pfleger nicht nur für den Bereich seines eigenen Pfleg- und Kastenamtes zuständig, sondern auch für das hochstiftische Kastenamt Jettenhofen, das zugleich die hochstiftische Hofmark Thannhausen verwaltete. Niedergerichtlich und steuermäßig wurden vom Obermässinger Pfleger und seinem Kastner 22 Orte des eigenen Pfleg- und Kastenamtes, zum Teil allerdings mit nur wenigen oder sogar nur einem Untertanen, verwaltet.
Nachdem es seit dem 15. Jahrhundert immer wieder mit dem benachbarten Schultheißenamt Neumarkt der Oberen Pfalz Reibereien gegeben hatte, schlossen das Hochstift und Kurpfalz-Bayern 1523 einen Vertrag, der aber keine dauerhafte Beruhigung brachte. Schließlich wurde am 30. Januar 1767 ein weiterer Vertrag über den Grenzverlauf der beiden Hoheitsbereiche zwischen Kurfürst Maximilian III. Joseph und Fürstbischof Raymund Anton Graf von Strasoldo ratifiziert und die neue Grenze noch im selben Jahr versteint. Nicht geklärt war der Grenzverlauf auf dem nahen Hofberg, den sowohl das bischöfliche Pflegamt Obermässing, als auch das pfalz-neuburgische Pflegamt Hilpoltstein für sich beanspruchte. Das Hochstift ließ mehrmals die Wälder des Hofbergs durch Eichenpfähle mit dem Bischofswappen ausmarken; das Pflegamt Hilpoltstein entfernte jedes Mal die Marken wieder. Bis 1802, dem Ende des Alten Reiches, war noch keine Einigkeit erreicht. Um das Gebiet westlich der Schwarzach stritten sich zwei hochstiftische Ämter, nämlich das Richteramt Greding und das Pflegamt Obermässing. 1785 gingen sie den Hofrat in Eichstätt um eine Entscheidung an, die in den wenigen Jahren bis zum Ende des Alten Reiches offensichtlich nicht mehr getroffen wurde. Der letzte Pfleger zu Obermässing (und der letzte seines Geschlechts) war seit 1799 Friedrich Karl Freiherr von Eyb (* 1776; † 1851).

### Einwohnerentwicklung (nur das Pfarrdorf Obermässing)
- 1830: 362 (84 Haushaltungen)[32]
- 1836: 424 (75 Anwesen)[27]
- 1840: 468 (80 Häuser, 108 Familien)[39]
- 1871: 426 (237 Gebäude)[28]
- 1900: 372 (84 Wohngebäude)[40]
- 1938: 379 (darunter 3 Protestanten)[41]
- 1950: 527 (92 Haushaltungen)[32]
- 1961: 461 (100 Wohngebäude)[42]
- 1987: 566 (153 Wohngebäude, 180 Wohnungen)[43]
- 2014: 718[44]

## Katholische Pfarrkirche „Mariä Himmelfahrt“
Von der von Bischof Otto (1182–1196) um 1190 geweihten romanischen Kirche der Herren von Mässingen, die vermutlich einen Vorgängerbau hatte, hat sich nichts erhalten. Um 1280 ließ Berthold von Mässingen eine neue, wehrhafte Kirche im frühgotischen Stil erbauen; die Grabplatte des 1285 Verstorbenen befindet sich in der Kirche. Das Schiff hat die Maße 19 × 9 Meter. Über eine Holzbrücke konnte man von der Kirche aus in das an der Westseite gelegene Kastengebäude gelangen. 1336 machte Heinrich von Wildenstein ein Legat zu einer neuen Glocke. Mit Übergang von Obermässing an den Deutschen Orden (1287) wurde die Pfarrkirche eine Deutschordenskirche, bis sie 1465 wieder die Kirche einer Säkularpfarrei wurde. 1680 entstand der zunächst für Berching bestimmte, 1684 von dort nach Obermässing verkaufte Hochaltar, vier Jahrzehnte jünger sind die beiden Seitenaltäre. 1689 wurden durch den in Obermässing ansässigen hochstiftischen Baumeister Johann Baptist Camesino Wandpfeiler eingezogen und der Innenraum mit seiner doppelten Westempore mittels einer Stichkappentonne gewölbt. 1696 fand die Konsekration der nunmehr barockisierten Kirche statt. Um 1700 wurde der an der Nordostecke des Schiffs stehende Kirchturm durch Camesino erhöht. Die Glockenstube führte er in Fachwerk-Bauweise aus, darauf kam eine Haube mit Laterne; die Wetterfahne zeigt die Jahreszahl 1701. 1724 stiftete Camesiono eine große Glocke. 1773 malte Johann Michael Wild das Deckengemälde. 1906 kam eine 11-Register-Orgel des Eichstätter Orgelbauers Joseph Franz Bittner in die Kirche. 1931 wurde der Sakralbau außen und innen renoviert. 1938 hingen vier Glocken im Turm, die 1645, 1774 und zwei davon 1923 gegossen wurden. Zehn Jahre später wurde ein neues Geläute von sieben Glocken angeschafft.
Die Pfarrei Obermässing gehört zum Pfarreienverbund Greding der Diözese Eichstätt.

## Baudenkmäler
Außer der Pfarrkirche sind als Baudenkmäler der Pfarrhof von 1769, das ehemalige Kastenhaus, zwei Weg- und eine Feldkapelle, ein Bildstock und die barocke St. Johannes Nepomuk-Figur an der 1926 neugebauten Schwarzach-Brücke ausgewiesen.

## Natur

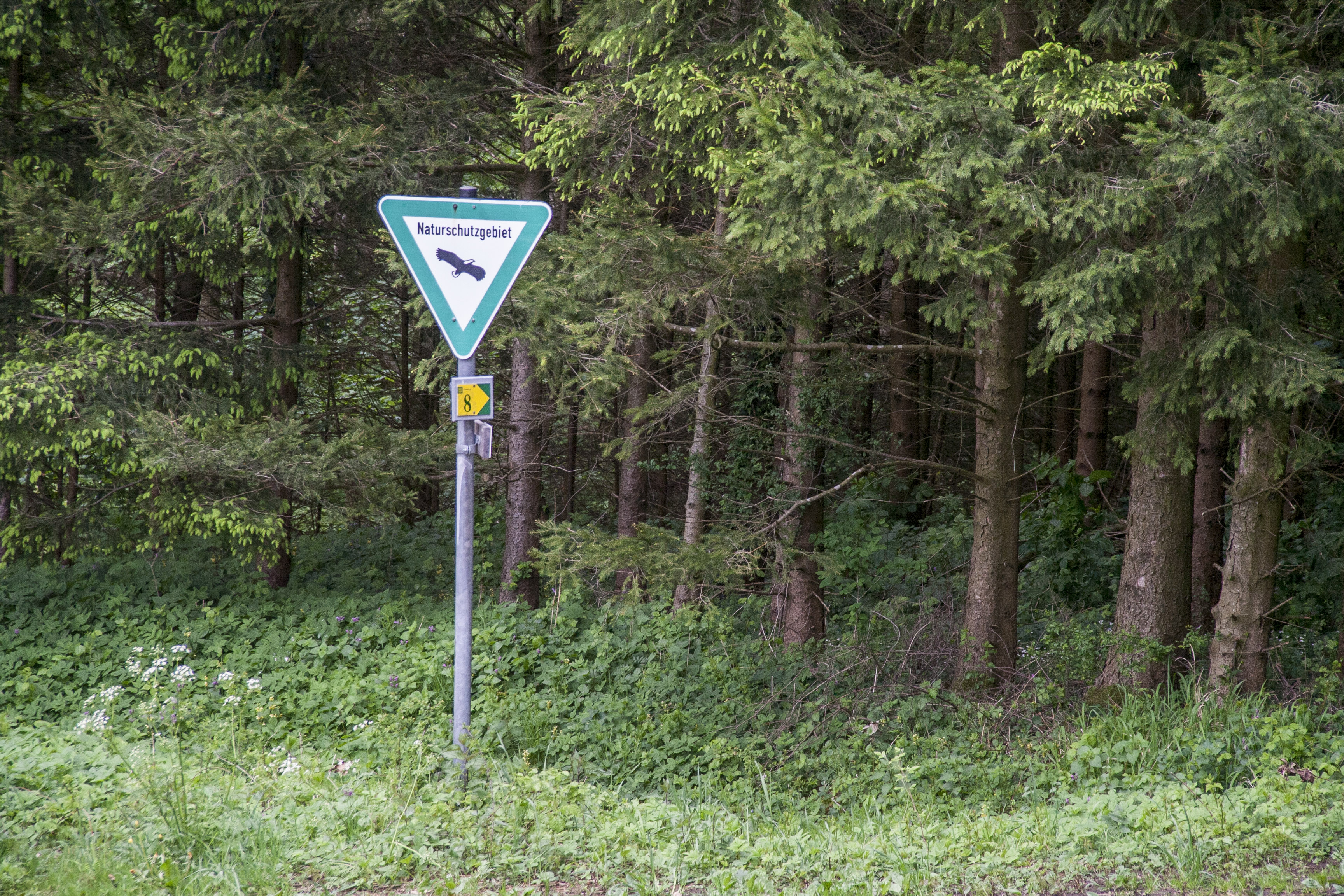
NSG Bach und Schluchtwald

Südlich vom Ort befindet sich das Naturschutzgebiet Bach und Schluchtwald bei Untermässing.

## Vereine
- Freiwillige Feuerwehr Obermässing
- Deutsche Jugendkraft (DJK) Obermässing, Sportverein
- Katholische Arbeitnehmer-Bewegung (KAB) Obermässing
- Blaskapelle Obermässing
- Faschinxverein Obermässing
- Modellsportverein Obermässing
- Schützenverein „Tell“
- Obst- und Gartenbauverein Obermässing
- Natur- und Wanderfreund Obermässing
- Fischereiverein Forchheim-Obermässing
- Lederhosen-Buam Obermässing

## Wanderweg
Von der Gastwirtschaft „Grüner Baum“ aus führt der sieben Kilometer lange Rundwanderweg Nr. 6 mit 200 Treppenstufen nach Hofberg hinauf.

## Persönlichkeiten
- Johann Baptist Camesino (1642–1724), aus Graubünden stammender hochstiftischer Baumeister, seit circa 1683 durch Einheiratung Bürger von Obermässing[51]